# Chloroclystis novaguineana
Chloroclystis novaguineana är en fjärilsart som beskrevs av George Thomas Bethune-Baker 1915. Chloroclystis novaguineana ingår i släktet Chloroclystis och familjen mätare. Inga underarter finns listade i Catalogue of Life.